# Howell Mountain AVA
Howell Mountain AVA (oder Howell Mountain American Viticultural Area, anerkannt seit dem 30. Dezember 1983 und überarbeitet am 27. Februar 1987) ist ein Weinbaugebiet im US-Bundesstaat Kalifornien und ist Teil der überregionalen Napa Valley AVA. Das in den Vaca Mountains im Nordosten des Napa Valley gelegene Weinbaugebiet liegt oberhalb der Stadt St. Helena, Howell Mountain AVA war die erste offizielle Subregion der Napa Valley AVA, als es 1987 den Status einer American Viticultural Area erhielt.
Der überwiegende Anteil der Rebflächen der Howell Mountain liegen auf einer Höhe von 420 m und 670 m. Obwohl das Gebiet dadurch nicht von der kühlenden Wirkung des von der Bucht von San Pablo aufsteigenden Nebel profitiert, reicht die Wirkung der Höhe aus, um die Hitze zu mildern. Der Boden vulkanischen Ursprungs ist sehr porös und sein Vermögen, Tageswärme zu speichern, ist gering. Dadurch entsteht im Weinbaugebiet ein ausgeprägter Unterschied zwischen Tages- und Nachttemperaturen, der für einen ausreichenden Säuregehalt der Beeren sorgt und dem Wein eine gute Struktur gibt.